# Euceros arcuatus
Euceros arcuatus là một loài tò vò trong họ Ichneumonidae.